# Jan Teper
Jan Teper (6. února 1912 – 26. ledna 2001) byl český a československý politik Komunistické strany Československa, poúnorový poslanec Národního shromáždění ČSR a pozdější předseda celostátního (od roku 1969 českého) báňského úřadu.

## Biografie
V roce 1949 se uvádí jako zástupce Svazu zaměstnanců v hornictví.
Ve volbách roku 1948 byl zvolen do Národního shromáždění za KSČ ve volebním kraji Ostrava. V parlamentu zasedal do konce funkčního období, tedy do voleb roku 1954.
Původní profesí byl horníkem. Působil jako funkcionář KSČ na úrovni Okresního výboru KSČ i na centrální úrovni, později jako předseda hornických odborů. Navzdory absenci odborného vzdělání byl k 1. lednu 1959 jmenován předsedou Ústředního báňského úřadu v Praze. V této funkci nahradil dosavadního předsedu Bohumila Hummela. Přesto, že jeho dosazení do funkce bylo krokem politicky motivovaným, dokázal právě díky svému politickému vlivu zajistit úřadu rozvoj a uvnitř úřadu vytvořil věcné prostředí. V důsledku federalizace Československa byl k 1. únoru 1969 jmenován prvním předsedou nově zřízeného Českého báňského úřadu. Zde ovšem po čase ztratil politickou podporu a k 31. prosinci 1973 odešel ze své funkce.